# Chedly Anouar
Chedly Anouar (arabe : الشاذلي أنور), de son vrai nom Chedly Ben Mohamed Ben Ahmed Khemeja Essahli, né le 18 avril 1925 à Tunis et mort le 27 mars 1995, est un musicien et compositeur tunisien originaire de M'saken.

## Enfance laborieuse
Né à l'impasse Zalaria, rue Chebka, dans la médina de Tunis, son père Mohamed Khemeja Essahli (par référence à son origine) est fleuriste et passionné de chansons. À l'âge de dix ans, l'amour de son fils pour la musique grandit grâce à un environnement familial propice. Disposant d'un phonographe, il lui permet de découvrir assez tôt les dawrs de Sâlih Abd El Hayy, Abdelhay Helmi, Salama Hijazi, Sayed El Safty, Youssef Manialaoui et Sayed Darwich ainsi que les mawwals (genre traditionnel de musique vocale généralement présenté avant le début de la chanson), chansons légères et mouachahs d'Oum Kalthoum et Mohammed Abdel Wahab qu'il écoute chez sa tante, mariée au journaliste et poète Hédi Laâbidi.
Ainsi, Anouar passe ses journées entre les magasins de son père (dans le quartier de Sidi Mahrez puis celui de Bab Lakouas et de l'avenue Jules-Ferry), les déplacements à bicyclette, pour livrer à domicile les corbeilles de fleurs commandées par les familles européennes et aristocrates ou ramener des fleurs des jardins du Bardo ou de La Manouba. C'est d'ailleurs la raison du choix de son nom artistique, Anouar, par référence aux fleurs (naouar). Enfin, il consacre ses moments de temps libre au plaisir de la musique.

## Carrière de chanteur
Constatant son talent musical, Hédi Laâbidi le persuade, en 1945, de participer à l'émission des amateurs de musique de Radio Tunis, présentée par Abdelaziz El Aroui. Il y chante Achki limeen el hawa (أشكي لمين الهوى) de Mohammed Abdel Wahab avec la troupe musicale dirigée par Mohamed Triki.
Apprécié pour la beauté de sa voix et la justesse de son chant, il est coopté par Béchir Ressaïssi, représentant de la maison de disques Baidaphon et grand promoteur de la musique tunisienne. Il l'encadre au même titre que sa fille adoptive, Naâma, et lui fait signer un contrat de dix ans, ce qui constitue alors un fait rarissime. Anouar enregistre des chansons de Farid El Atrache ainsi que des chansons populaires ; il reçoit des cours à La Rachidia où il a comme professeurs Triki et Khemaïs Tarnane. En 1948, il fait des apparitions à la radio tunisienne puis accompagne la cantatrice Chafia Rochdi pour des galas en Algérie, avec le compositeur Abdelkrim Lahbib ; ils y séjournent pendant trois ans.
De retour d'Algérie en 1952, il adhère à plusieurs troupes et prend part aux concerts et manifestations musicales organisées à travers le pays. Puis, après l'indépendance de la Tunisie, il rejoint la chorale nouvellement constituée en 1957, après avoir subi avec succès le test vocal. Il apprend les muwashshahs orientaux auprès de Sayed Chatta (ar) et le malouf tunisien auprès de Tarnane. Il se perfectionne dans l'art de la juste interprétation du terroir musical oriental auprès du maestro Fehmi Iouadh.

## Carrière de compositeur

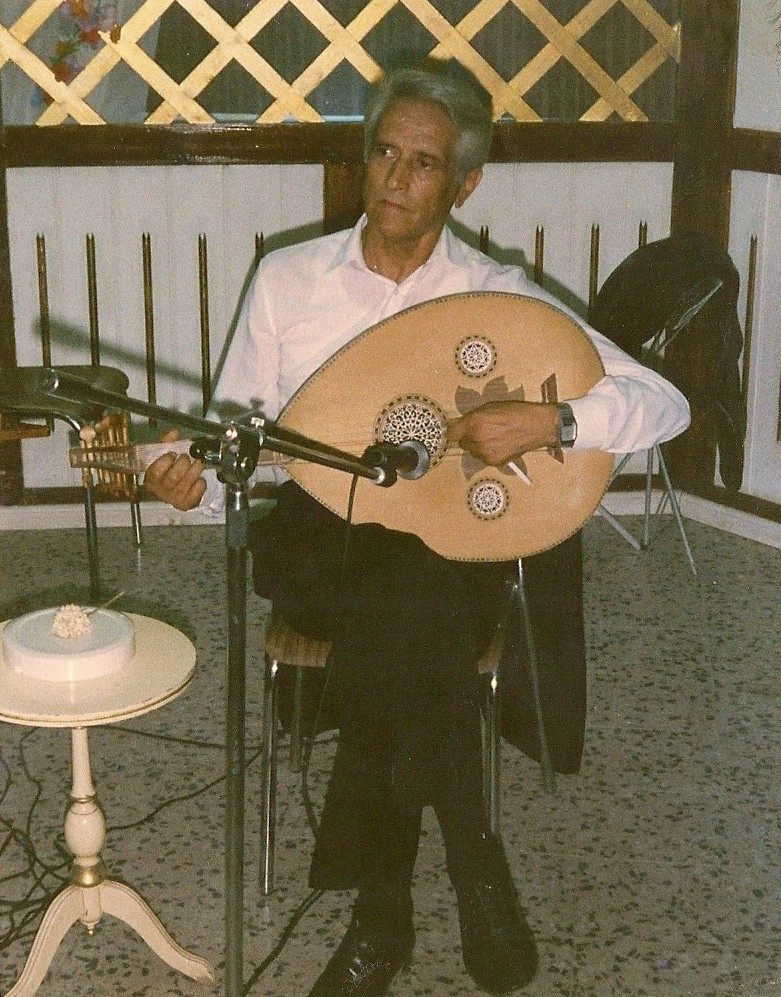
Chedly Anouar jouant du oud.

Il commence à s'intéresser à la composition, en parallèle avec la chorale, et grâce à son instrument favori, le oud. Il fait des tentatives plus ou moins réussies mais c'est à l'occasion de la crise de Bizerte que son talent se révèle. De retour d'un voyage artistique en Libye, il compose un chant patriotique pour la chorale de la radio, Noksem billah ya bladi puis Bani watani (بني وطني) pour Oulaya, Ila man qadhpoiua (إلى من قضوا) pour Zouheïra Salem et Bent echamal (بنت الشمال) pour Youssef Temimi. Ces chansons connaissent un énorme succès et sont diffusées à longueur de journée. 
Ceci constitue le départ de sa véritable carrière et la découverte de sa réelle vocation. Il considère que c'est en mêlant les genres orientaux qu'il peut extraire une couleur, certes orientale, mais qui porte en son sein l'empreinte et la suavité tunisiennes.

## Répertoire
Il compte plus de 400 chansons et mélodies parmi les enregistrements de la radio tunisienne et près de 200 sur disques. Il a composé pour la plupart des chanteurs tunisiens, essentiellement pour Naâma (près de 100 chansons) et Youssef Temimi (une cinquantaine), et à partir des textes de différents paroliers et poètes. 
Il est l'un des plus anciens membres des associations de droits d'auteur. Il adhère à la SACEM en 1954, au bureau africain des droits d'auteur en 1957 et à l'Association tunisienne des auteurs et des compositeurs en 1971.
Rudement éprouvé par un diabète chronique, il garde sa chambre après avoir complètement perdu la vue. Il s'éteint à près de 70 ans en laissant un fonds musical varié.